# Nguyễn Phúc Thụy Thận
Nguyễn Phúc Thụy Thận (chữ Hán: 阮福瑞慎; 9 tháng 4 năm 1829 – 29 tháng 1 năm 1907), phong hiệu Bình Thạnh Công chúa (平盛公主), là một công chúa con vua Minh Mạng nhà Nguyễn trong lịch sử Việt Nam.

## Tiểu sử
Công chúa Thụy Thận sinh ngày 6 tháng 3 (âm lịch) năm Kỷ Sửu (1829), là con gái thứ 31 của vua Minh Mạng, mẹ là Thất giai Quý nhân Lê Thị Lộc. Công chúa là con thứ hai của bà Quý nhân, là chị em cùng mẹ với Xuân An Công chúa Thục Tĩnh, Trấn Biên Quận công Miên Thanh, Phong Quốc công Miên Kiền và hoàng tử Miên Ngụ.
Năm Tự Đức thứ 4 (1851), công chúa Thụy Thận lấy chồng là Phò mã Đô uý Hồ Phan. Không rõ bà được sách phong làm Bình Thạnh Công chúa (平盛公主) vào năm nào.
Ngày 16 tháng 12 (âm lịch) năm Bính Ngọ (năm dương lịch là 1907), công chúa Thụy Thận qua đời, thọ 78 tuổi (tuổi mụ). Mộ của công chúa và phò mã Phan được táng cạnh nhau, nằm trong khuôn viên đất lăng của bà Lộc ở Dương Xuân (nay thuộc địa phận của phường Thủy Xuân, thành phố Huế).